# Punta Colorada

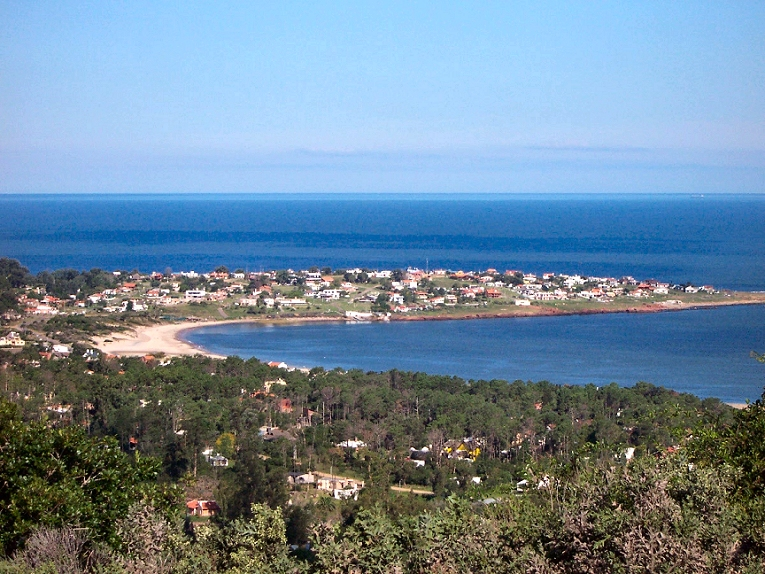
Punta Colorada desde el Cerro San Antonio.

Punta Colorada es un balneario uruguayo del departamento de Maldonado, ubicado 5 kilómetros al este de la ciudad de Piriápolis y 30 al oeste de la ciudad de Punta del Este. Pertenece al municipio de Piriápolis. Limita con los balnearios de San Francisco al oeste y Punta Negra al este. Junto al balneario José Ignacio y La Pedrera es de los más elevados de la costa uruguaya, es preferido por un público que busca la tranquilidad, lo agreste y un paisaje natural. Fue fundada por personas con gran predilección por la pesca deportiva, fundamentalmente de origen español.

## Población
En 2011 Punta Colorada tenía una población de 92 habitantes permanentes y unas 483 viviendas.
| Año  | Población | Viviendas |
| ---- | --------- | --------- |
| 1963 | 56        | 140       |
| 1975 | 75        | 191       |
| 1985 | 38        | 211       |
| 1996 | 63        | 264       |
| 2004 | 62        | 325       |
| 2011 | 92        | 483       |

## Medios de transporte
Se puede acceder a Punta Colorada por diferentes medios de transporte, sea terrestre, aéreo o por vía marítima.

### Vía aérea
Desde algunas de las principales ciudades europeas, así como desde las más importantes ciudades de América, se puede acceder por vía aérea al Aeropuerto Internacional de Carrasco de Canelones, y desde ahí por vía terrestre. También se puede arribar por el Aeropuerto Internacional de Laguna del Sauce.

### Vía fluvial
La manera más directa de llegar a Punta Colorada por vía fluvial es a través de la empresa Buquebús, la cual brinda un servicio de ferrys entre Montevideo, Punta del Este, Colonia del Sacramento y Buenos Aires. Este servicio está vigente solamente en ciertos momentos del verano. También se puede llegar al Puerto de Piriápolis y de allí por vía terrestre. En la costa hay dos pequeños embarcaderos para lanchas de poco porte.

## Playas
Con su forma de península, sus playas se dividen en Mansa (en dirección a Piriápolis) y Brava (hacia Punta del Este). El nombre dado a estas playas se debe a que la primera presenta casi siempre sus aguas bastante calmas, mientras que la playa "Brava" posee un oleaje bastante más impetuoso.

### Playa San Francisco (La Mansa)

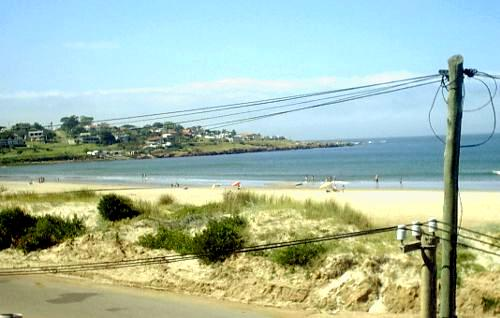
Playa Punta Colorada

Del lado oeste del balneario, la playa mansa tiene aproximadamente 2,5 km de largo y abarca los balnearios de Punta Colorada, San Francisco y Punta Fría. Es una playa muy concurrida durante la tarde y el atardecer por su ubicación al oeste, es muy calma y sin profundidad próxima a la costa, su arena es muy fina, es preferida por los niños.
La playa en el sector más próximo a Punta Colorada tiene cantos rodados, en cambio desde el balneario San Francisco y Punta Fría el fondo es totalmente de arena. La profundidad y el oleaje es mayor en este último.

### Playa Punta Colorada (La Brava)
Del lado este del balneario, la playa brava comienza del otro lado de la península en Punta Colorada y termina en los comienzos de Punta Negra. Es una playa muy concurrida durante la mañana y al mediodía en el verano, es preferida por los bañistas de Piriápolis y alrededores, en enero es la alta temporada. Por la tarde cuando sopla la virazon o viento del este, los bañistas se trasladan a la playa mansa y a los alrededores de las rocas del lado oeste de Punta Colorada, con piscinas naturales con fondos de arena protegidas del viento. Otra parte del público elige la bahía oeste contra Punta Negra ya que está un poco más resguardada. Punta Colorada goza de una de las playas más importantes del país.
La playa brava es de profundidad media y material grueso, predomina la arena ya que no existen cantos rodados, es un buen pesquero de grandes corvinas (febrero a marzo), brótolas (agosto a diciembre) y burriquetas (todo el año). En invierno es un gran pesquero de pejerrey. A diferencia de Punta del Este, esta playa no tiene corrientes peligrosas, es más segura que su homónima de aquel balneario. Sin embargo hay días cuyas olas pueden ser enormes y debe de tenerse especial precaución. Intentar barrenear una ola de estas características puede ser incluso fatal, la fuerza de ésta puede ser incontrolable, incluso si se atraviesa en las profundidades. Durante la temporada existe servicio de salvavidas y baños públicos. Los deportes en la arena (fútbol, vóley, etc) son más apropiados para realizar en la playa mansa.
La salinidad de las aguas varía en función de la predominancia de los vientos (Este y Norte, trae agua más salada, el del oeste, trae agua más dulce) y el volumen de las precipitaciones (si son elevadas las aguas serán más dulces, si son deficitarias, las aguas serán más saladas).
Las aguas más tibias se corresponden con el período de febrero a abril, en tanto las más frías con el de junio a diciembre, durante enero se produce el ingreso de la corriente cálida del Brasil y se aleja la corriente fría de Malvinas, por lo que es un mes de transición. Por lo general a partir de julio, mayormente entre agosto y octubre, se avistan muy próximas a la costa las ballenas francas australes, principalmente en el sector inicial de la playa brava. Siempre se observan con aguas calmas y días no fríos.

## Paseos

### Clima
El clima es templado y húmedo (900 mm al año). El verano es muy cálido por el efecto combinado de la temperatura y la elevada humedad (sensación térmica), el invierno es ventoso, muy húmedo y nublado. En el verano (diciembre, enero y febrero) la temperatura promedio es de 21 °C (máxima 26º/mínima 17º, extrema: 36 °C), en tanto que en el invierno (junio, julio y agosto) la temperatura media es de 9 °C.
La playa puede disfrutarse desde mediados de noviembre (aunque las aguas aún están frías) hasta incluso fines de abril ( las aguas aún están templadas), en tanto que a partir de mediados de mayo hasta septiembre hace frío, en esta época puede visitarse las sierras de Lavalleja y Maldonado y la estación de cría del cerro Pan de Azúcar (423 m s. n. m. más 35m de la cruz), la sierra de las ánimas (501 m s. n. m.), el cerro Catedral (513 m s. n. m.) está situado en las cercanías de Aigua, es el punto más elevado del país.

### Contacto e información
El balneario cuenta con una Comisión Fomento, asociación sin fines de lucro al servicio de las habitantes y turistas del lugar. Para más información: http://www.puntacolorada.org/Comisión_Fomento_Punta_Colorada/INICIO.html (enlace roto disponible en Internet Archive; véase el historial, la primera versión y la última).